# Dalibor Brozović
Dalibor Brozović (ur. 28 lipca 1927, zm. 19 czerwca 2009) – chorwacki slawista, standardolog, dialektolog i polityk. Badał historię standaryzacji językowej na gruncie słowiańskim, zwłaszcza w kontekście chorwacczyzny. Jest uznawany za jednego z najważniejszych chorwackich lingwistów XX wieku. Niektóre aspekty działalności Brozovicia spotkały się z krytyką, zwłaszcza dążności preskryptywistyczne, puryzm oraz subiektywny charakter jego artykułów na temat polityki językowej.
W 1946 roku zdał maturę; w tym samym roku zapisał się na studia jugoslawistyki i italianistyki na Wydziale Filozoficznym Uniwersytetu Zagrzebskiego. W czasie studiów zajmował się publicystyką, krytyką literacką i przekładem. Dyplom uzyskał w 1951 roku. Później odbył kurs dialektologiczny w dawnej Jugosłowiańskiej Akademii Nauki i Sztuki. Od 1952 roku piastował stanowisko asystenta na Akademii Sztuki Teatralnej w Zagrzebiu; w latach 1953–1956 był lektorem na Wydziale Filozoficznym Uniwersytetu w Lublanie, a w okresie od 1956 do 1990 był zatrudniony na Wydziale Filozoficznym w Zadrze, gdzie początkowo objął stanowisko asystenta, a w 1968 roku stał się profesorem zwyczajnym. Od 1946 roku był aktywnym esperantystą, pisał poezję w języku esperanto i przekładał publikacje na ten język.

## Odznaczenia
- Wielki Order Króla Dymitra Zwonimira (1995)[8]
- Medal Zasługi Republiki Macedonii Północnej (Macedonia Północna, 2024, pośmiertnie)[9]

## Twórczość
- Rječnik jezika ili jezik rječnika, Zagrzeb, 1969
- Standardni jezik, Zagrzeb, 1970
- Deset teza o hrvatskome jeziku, Zagrzeb, 1971
- Hrvatski jezik, njegovo mjesto unutar južnoslavenskih i drugih slavenskih jezika, njegove povijesne mijene kao jezika hrvatske književnosti, Zagrzeb, 1978
- Fonologija hrvatskoga književnog jezika, Zagrzeb, 1991
- Prvo lice jednine, Zagrzeb, 2005[3]